# Walterswil SO
| SO ist das Kürzel für den Kanton Solothurn in der Schweiz. Es wird verwendet, um Verwechslungen mit anderen Einträgen des Namens Walterswil zu vermeiden. |

Walterswil ist eine politische Gemeinde im Bezirk Olten des Kantons Solothurn in der Schweiz.

## Geographie
Walterswil liegt auf 465 m ü. M., 5 km südöstlich des Bezirkshauptortes Olten (Luftlinie). Das Dorf erstreckt sich in einer Mulde am Südfuss des Engelberges und am Austritt des Mattetals in die Talsenke von Safenwil, im Schweizer Mittelland.
Die Fläche des 4,5 km² grossen Gemeindegebiets umfasst einen Abschnitt des östlichen Solothurner Mittellandes. Die südliche Grenze verläuft entlang der Autobahn und des parallel dazu fliessenden Baches, der das Gebiet nach Westen zur Aare entwässert. Von der Safenwiler Talsenke erstreckt sich der Gemeindeboden nordwärts über die relativ sanft geneigten Hänge von Walterswil und Rothacker bis auf die Engelbergkette. Mit 660 m ü. M. wird am Rand der Hochfläche des Engelberges die höchste Erhebung von Walterswil erreicht. Auch die östliche Fortsetzung des Engelberges, schlicht Berg genannt (610 m ü. M.), gehört zur Gemeinde. Das östliche Gemeindegebiet liegt im Einzugsbereich des bei Gretzenbach in den Aare mündenden kurzen Seitenbaches. Von der Gemeindefläche entfielen 1997 9 % auf Siedlungen, 37 % auf Wald und Gehölze und 54 % auf Landwirtschaft.
Die Gemeinde Walterswil besteht aus drei Siedlungsteilen:
- Walterswil (465 m ü. M.) am Südfuss des Engelberges
- Rothacker (542 m ü. M.) an aussichtsreicher Lage auf einem nach Südosten gerichteten Hang über der Mulde von Safenwil; grösste Siedlung der Gemeinde
- Hennebühl (500 m ü. M.), ein Weiler am Ostabhang des Berges

Ferner gehören auch einige Einzelhöfe zur Gemeinde. Nachbargemeinden von Walterswil sind Dulliken, Däniken und Gretzenbach im Kanton Solothurn sowie Safenwil und Oftringen im Kanton Aargau.

## Bevölkerung
Mit 749 Einwohnern (Stand 31. Dezember 2023) gehört Walterswil zu den kleineren Gemeinden des Kantons Solothurn. Von den Bewohnern sind 98,3 % deutschsprachig, 0,3 % französischsprachig und 0,3 % sprechen Englisch (Stand 2000). Die Bevölkerungszahl von Walterswil belief sich 1850 auf 448 Einwohner, 1900 auf 430 Einwohner. Im Verlauf des 20. Jahrhunderts pendelte die Bevölkerungszahl stets zwischen 500 und 600 Einwohnern. Erst seit 1980 (547 Einwohner) wurde eine deutliche Bevölkerungszunahme verzeichnet.

## Wirtschaft
Walterswil war bis weit ins 20. Jahrhundert hinein eine vorwiegend durch die Landwirtschaft geprägte Gemeinde. Noch heute haben der Ackerbau, der Obstbau, die Viehzucht sowie die Forstwirtschaft einen wichtigen Stellenwert in der Erwerbsstruktur der Bevölkerung. Weitere Arbeitsplätze sind im lokalen Kleingewerbe und im Dienstleistungssektor vorhanden, unter anderem in einem Betrieb der Elektrobranche und in einem Malergeschäft. In den letzten Jahrzehnten hat sich Walterswil zu einer Wohngemeinde entwickelt. Viele Erwerbstätige sind deshalb Wegpendler, die hauptsächlich in den Regionen Zofingen, Olten und Aarau arbeiten.

## Verkehr
Die Gemeinde ist verkehrstechnisch recht gut erschlossen, obwohl sie abseits der grösseren Durchgangsstrassen an einer Verbindungsstrasse von Oftringen nach Däniken liegt. Der nächste Anschluss an die Autobahn A1 (Bern-Zürich) befindet sich rund 4 km vom Ortskern entfernt. 

### Regionalverkehr
Am 6. September 1877 wurde die Eisenbahnlinie von Suhr nach Zofingen mit dem Bahnhof Walterswil-Striegel knapp ausserhalb des Gemeindegebietes südlich der Autobahn in Betrieb genommen.
- S 28 Zofingen – Lenzburg

## Geschichte
Die erste urkundliche Erwähnung des Ortes erfolgte 1257 unter dem Namen Walderswile. Der Ortsname bedeutet das Gehöft des Walthari. Seit dem Mittelalter unterstand Walterswil der Herrschaft Gösgen. Die bis dahin unter habsburgischer Oberhoheit stehende Herrschaft musste Thomas von Falkenstein im Jahr 1458 an Solothurn verkaufen. Walterswil wurde dabei der Vogtei Gösgen zugeordnet und kam 1623 an das neu gegründete Schultheissenamt Olten. Nach dem Zusammenbruch des Ancien Régime (1798) gehörte Walterswil während der Helvetik zum Verwaltungsbezirk Solothurn und ab 1803 zum Bezirk Olten.

## Sehenswürdigkeiten

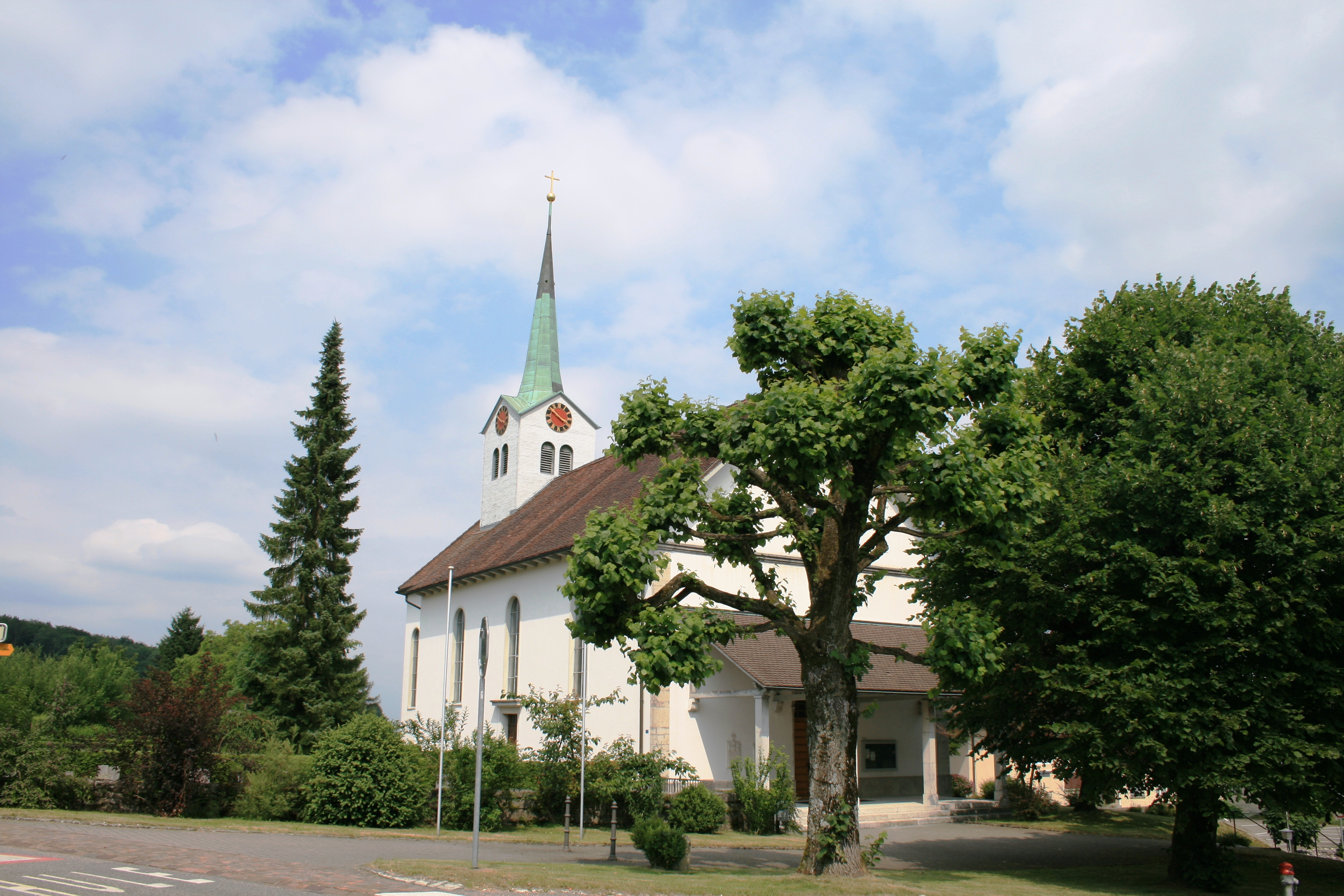
Kirche

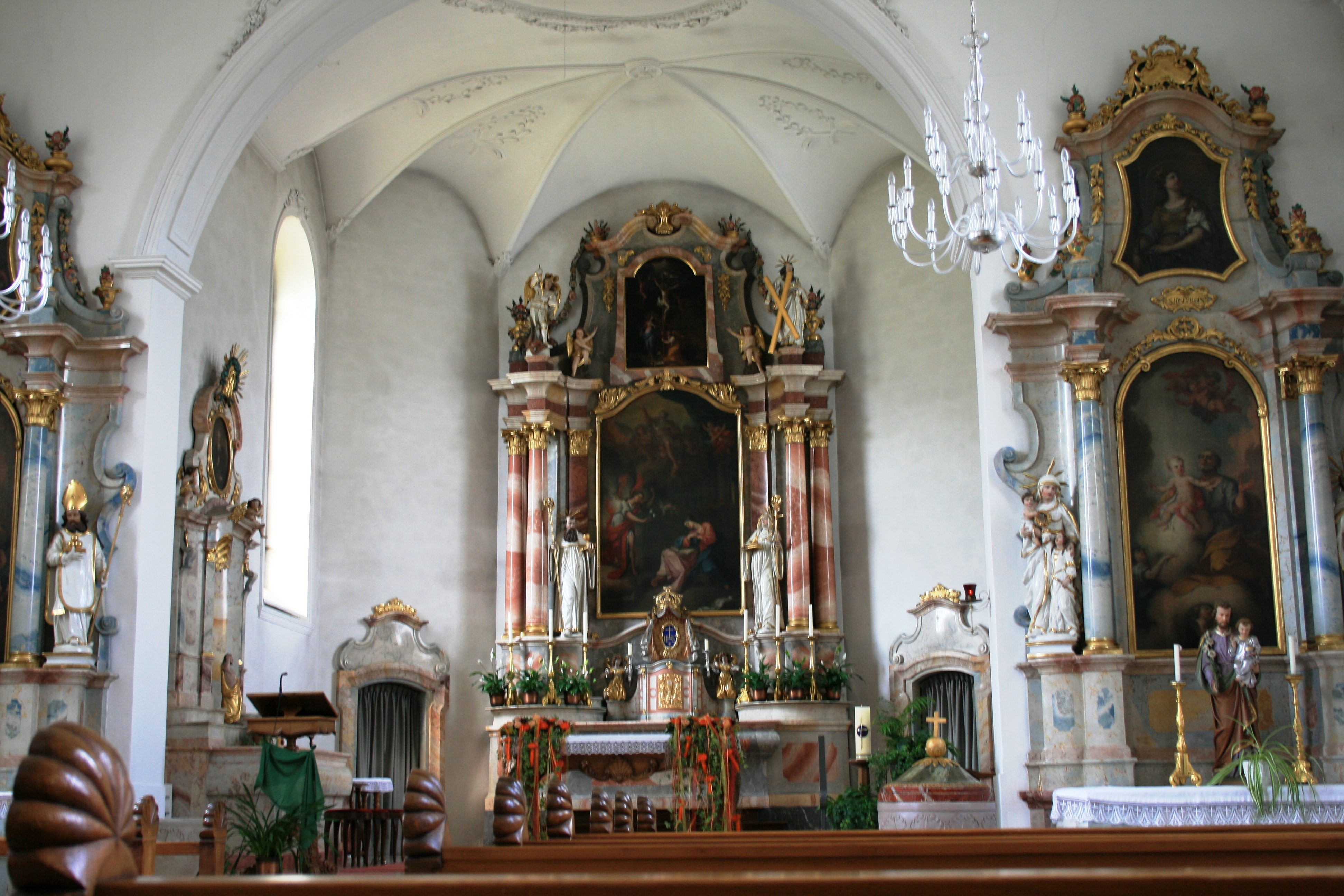
Innenansicht

Seit 1275 besass Walterswil eine Kapelle; die heutige Kapelle Sankt Jakob wurde 1733 errichtet. Das seit der Reformation nach Gretzenbach pfarrgenössige Dorf wurde 1840 eine selbständige Pfarrei. Die Pfarrkirche Sankt Joseph befindet sich in Rothacker, wurde 1839 eingeweiht und besitzt bemerkenswerte Stuckaturen und eine reiche Ausstattung.

## Wappen
Blasonierung
Geteilt von Rot und Weiss, belegt mit schrägrechtem Balken in gewechselten Farben; unten rechts ein grüner braungeästeter Wacholderzweig mit drei schwarzen Früchten

## Persönlichkeiten
- Max Widmer (1933–2010), Ringer und Schwinger, Schwingerkönig 1959 Freiburg

## Bilder

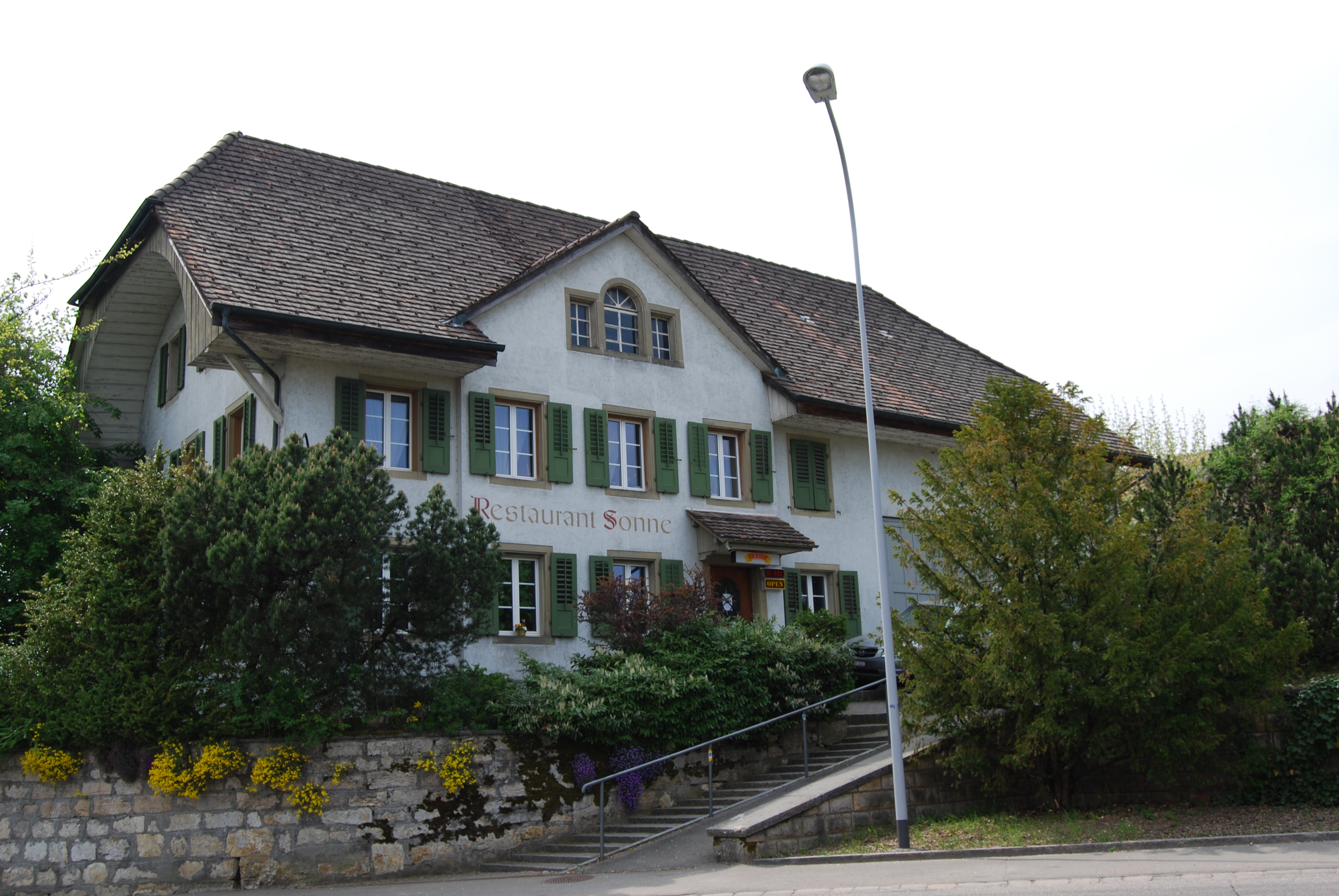
Restaurant Sonne
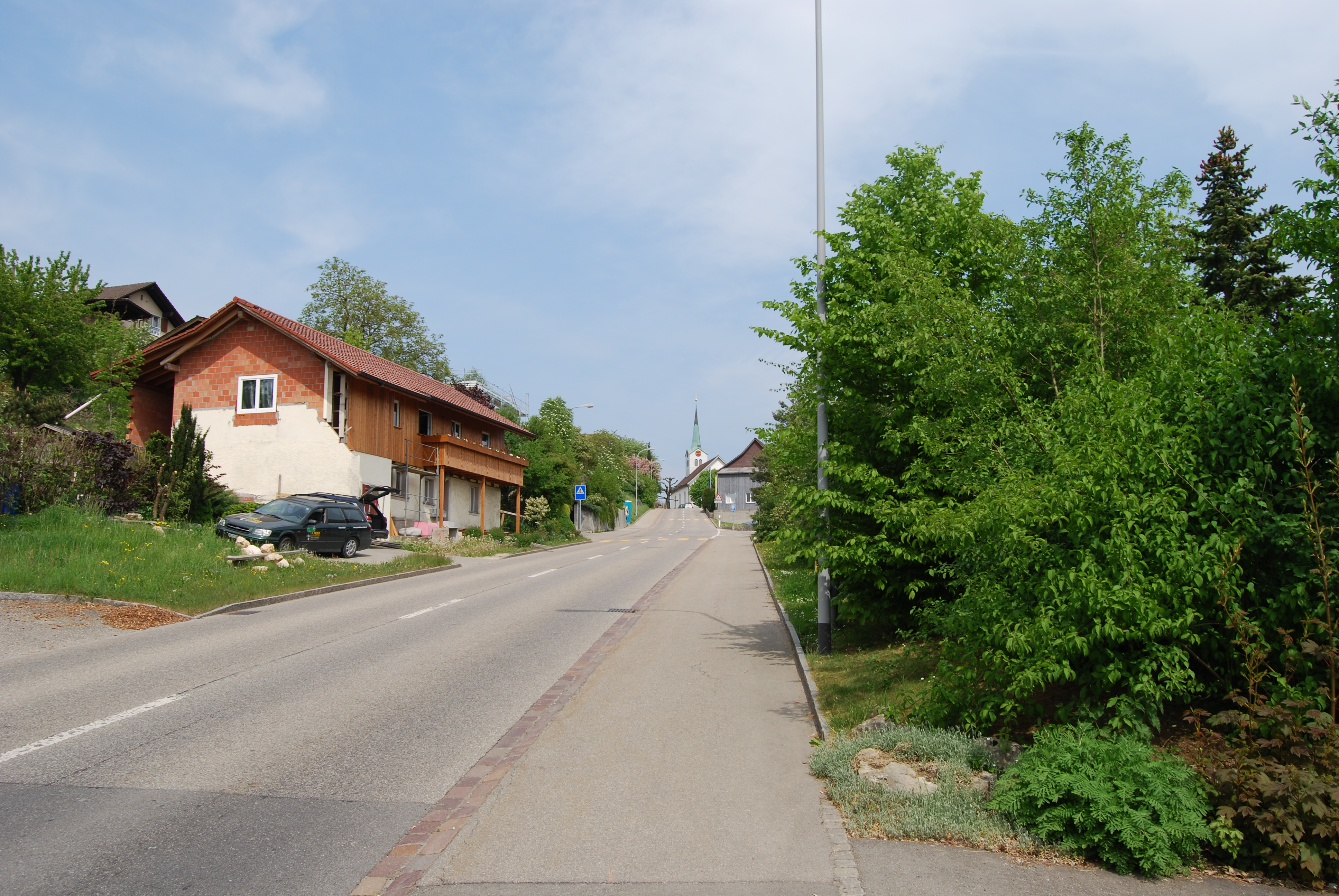
Dorfstrasse